# Heuristika
Heuristika (z řečtiny heuriskó, εύρίσκω – nalézt, objevit) znamená zkusmé řešení problémů, pro něž neznáme algoritmus nebo přesnější metodu. Heuristické řešení je často jen přibližné, založené na poučeném odhadu, intuici, zkušenosti nebo prostě na zdravém rozumu. První odhad se může postupně zlepšovat, i když heuristika nikdy nezaručuje nejlepší řešení. Zato je univerzálně použitelná, jednoduchá a rychlá.

## Psychologie
V psychologii představuje heuristika soubor jednoduchých efektivních pravidel, pevně zakódovaných evolučním procesem nebo učením, které určují, jak se lidé rozhodují, jakým způsobem přichází ke svému úsudku a jak řeší problémy, zvláště pokud jsou to problémy komplexní nebo k rozhodování chybí dostatek informací. Ve většině situací pracují tato pravidla správně, ale v určitých případech vedou k systematickým chybám nebo k zaujatému rozhodnutí.
Na ukázku: Lidé mohou mít sklony ochutnat dražší piva než ta levnější (za předpokladu, že tato dvě piva jsou stejné výchozí kvality nebo nepostrádají kvalitu a styl). Tento názor je platný, dokonce i když ceny a značky jsou zaměněny, předpoklad vysoké ceny na normální poměrně levné značce je dostatečným a lepším důvodem k jejímu vyzkoušení, než vyzkoušení piva, které je normálně dražší. Dochází tak k předsudku, že „cena implikuje kvalitu“ (viz termín Veblen good).
Nejvíce prací zabývajících se heuristikou v rámci lidského rozhodování bylo iniciováno Amosem Tverskym a Danielem Kahnemanem. Německý psycholog Gerd Gigerenzer se zaměřuje na to, jestli může být heuristika použita na vytváření soudů, které jsou v principu přesné, místo toho, aby produkovaly poznávací dovednosti – heuristiky, které jsou „rychlé a pohotové“.

## Filozofie
Ve filozofii, zvláště ve filosofii evropského kontinentu, je adjektivum „heuristický“ (nebo jako označení „heuristický nástroj“) používáno i v případě, když skutečnost X umožňuje porozumění či znalost skutečnosti Y. Dobrým příkladem je model, který nikdy není identický s tím, co předvádí, je pouze nástrojem, který umožní pochopit to, co modeluje. Příběhy, metafory apod. mohou být v tomto smyslu také označeny jako heuristické. Klasickým případem je představa utopie tak, jak je popsána v nejznámější práci Platóna, v Republice. To znamená, že „ideální město“, jak je popsáno v Republice, není představeno jako něco, co by mělo být následováno nebo presentováno, ale jako orientační bod pro rozvoj. Dokazuje, jak by věci měly být propojeny a jak by jedna věc měla vést k jiné (často s velmi problematickými následky), pokud si vybereme určité principy a rigorózně se jich budeme držet.
„Heuristika“ je často používána jako podstatné jméno, k popisu odhadu, procedury, metody atd., nebo například v kontextu vzniku specifické teorie (podívejte se na logiku objevů a filosofy jako Lakatos, Lindley Darden a dalších)

## Právo
V právní teorii, zejména v teorii práva a ekonomie, je heuristika užívána v momentě, kdy by analýza jednotlivých případů byla nepraktická (do té míry, v jaké je nepraktický chápáno vládním tělesem).
Například, v mnoha státech USA je zákonem daná věková hranice pro konzumaci alkoholu 21 let, protože se předpokládá, že lidé musí být dostatečně zralí, aby dokázali vykonat rozhodnutí týkající se konzumace alkoholu a s tím spojených rizik. Nicméně, věk, kdy jsou lidé považováni za dospělé, se liší. Věk 21 let může být příliš vysoký pro některé a příliš malý pro jiné. V tomto případě je tento konsensuální limit používán proto, že je nemožné či nepraktické určovat, zdali je konkrétní jedinec dostatečně dospělý, aby mu společnost mohla důvěřovat a svěřit odpovídající zodpovědnost.
Byly navrhovány změny, které obsahovaly návrhy k absolvování vzdělávacího kursu o alkoholu namísto dosažení hranice 21. roku. V rámci politiky konzumace alkoholu mladistvými by mohla nastat situace, kdy by se společnost řídila modelem rozhodování případ od případu místo heuristického modelu. Dokončení takového kursu by bylo nejspíše dobrovolné a nebylo by jednotné napříč populací.
Stejná argumentace se používá pro patentní právo. Patenty mají oprávnění v tom ohledu, že vynálezci potřebují být chráněni, aby mohli mít motivaci k vynalézání. Je tudíž v zájmu společnosti, aby měli vládou garantovaný, dočasný monopol na svůj produkt,a tak mohli získat svoji investici zpět a vytvářet po určitou dobu ekonomický zisk. V USA je toto dočasné období vymezeno na 20 let od okamžiku, kdy byla uložena žádost přihlášení patentu. Ačkoliv monopol začíná až od okamžiku, kdy žádost dospěje v patent. Nicméně, podobně jako v případě uvedeném výše, by délka monopolu, který si každý patent vyžaduje, měla být různá pro každý produkt, aby byla efektivní. Hranice 20 let je používána proto, že je obtížné určit ji pro každý patent zvlášť.

## Informatika
V informatice je heuristika postup, který nedává vždycky přesné řešení daného problému, nezaručuje nalezení tohoto řešení v krátkém čase nebo není použitelný pro všechny možné vstupy. Ve většině případů dává obyčejně dostatečně přesné řešení rychle, ale obecně takové tvrzení nelze dokázat. Použití heuristického algoritmu je často ospravedlněno neexistencí algoritmu lepšího. Použitelnost algoritmů závisí na velikosti dat a heuristický algoritmus použijeme, pokud data potřebné velikosti nelze zpracovat přesným algoritmem (anebo to není ekonomické).
Pro optimalizační problémy aproximační algoritmus poskytuje na rozdíl od heuristického záruku na odchylku vypočteného řešení od optimálního řešení. Pro rozhodovací problémy dovoluje pravděpodobnostní algoritmus na rozdíl od heuristického určit pravděpodobnost chyby. Pro prohledávací problémy, kde hledáme jedno řešení, může dobrá heuristika poradit pořadí prohledávání, tím zkrátit čas výpočtu, tj. nalezení prvního řešení.
Počítačová věda má dva hlavní cíle. Prvním je nalézt algoritmus výpočtu, který nalezne výsledek v čase, který je použitelný. Druhým cílem je nalézt algoritmus, který poskytuje výsledek použitelné kvality. Heuristický algoritmus pomáhá ke splnění obou těchto cílů. Obvykle v relativně krátké době nalezne dostatečné přesné řešení, neexistují ale žádné záruky, že to tak musí být vždy.
U heuristického algoritmu lze obvykle připravit takovou množinu vstupních údajů, na kterých heuristika nefunguje. S takovými daty si algoritmus nedokáže buď vůbec poradit, nebo se čas nutný k výpočtu prudce zvýší, nebo jsou výsledky zcela nepoužitelné. V praktickém životě je ale výskyt takových vstupních údajů téměř vyloučen, proto se heuristické algoritmy používají pro řešení úloh velmi často. Pokud použití heuristiky nedá dobré výsledky, lze použít metaheuristiku, například restart nebo randomizaci. V rámci jednoho algoritmu lze kombinovat několik heuristik.
Typickým problémem řešeným heuristickým algoritmem je Problém obchodního cestujícího a jiné NP-úplné úlohy.
V některých případech může být konkrétní heuristika vhodná jen pro určitý typ vstupních dat, např. pouze pro rovinné grafy, i když vstupem mohou být libovolné grafy.

## Příklad
Nejjednodušší heuristická metoda je pokus a omyl, kterou lze použít kdekoli, od připevnění šroubů na kolo až po řešení algebraických problémů. Podle J. Pearla označuje heuristika strategie, jak lidé i stroje mohou řešit problémy s použitím dostupných – i když jen volně aplikovatelných – informací.
Zde je několik běžně užívaných heuristických postupů z Pólyovy klasické knihy „Jak to vyřešit“:
- Podívejte se na problém.
- Pokud mu nerozumíte, zkuste si nakreslit obrázek.
- Pokud nemůžete najít řešení, zkuste předpokládat, že ho máte, a podívejte se, jestli z něj nemůžete získat postup („zpětný chod“) jak se k takovémuto řešení mohlo dojít.
- Jestliže je problém abstraktní, zkuste nejdříve řešit konkrétní příklad.
- Zkuste nejprve řešení obecnějšího problému („paradox vynálezce“: čím ambicióznější plán, tím lepší jsou vyhlídky na jeho dokončení).